# Veslování na Letních olympijských hrách 1912
Veslování na Letních olympijských hrách 1912 v Stockholmu.

## Medailisté

### Muži
| Disciplína                    | Zlato | Stříbro | Bronz |
| Skif                          | Velká Británie (GBR) · William Kinnear | Belgie (BEL) · Polydore Veirman | Kanada (CAN) · Everard Butler Rusko (RUS) · Mart Kuusik |
| Čtyřka s kormidelníkem        | Německo (GER) · Ludwigshafener RudervereinAlbert Arnheiter · Hermann Wilker · Rudolf Fickeisen · Otto Fickeisen · Karl Leister                                                     | Velká Británie (GBR) · Thames Rowing ClubJulius Beresford · Karl Vernon · Charles Rought · Bruce Logan · Geoffrey Carr                                                                                 | Dánsko (DEN) · PolytekniskErik Bisgaard · Rasmus Frandsen · Mikael Simonsen · Poul Thymann · Ejgil Clemmensen                                                     |
| Gigové čtyřky s kormidelníkem | Dánsko (DEN) · Nykjøbings paa FalsterEjler Allert · Jørgen Hansen · Carl Møller · Carl Pedersen · Poul Hartmann                                                                    | Švédsko (SWE) · Roddklubben af 1912Ture Rosvall · William Bruhn-Möller · Conrad Brunkman · Herman Dahlbäck · Wilhelm Wilkens                                                                           | Norsko (NOR) · OrmsundClaus Høyer · Reidar Holter · Magnus Herseth · Frithjof Olstad · Olav Bjørnstad                                                             |
| Osmiveslice                   | Velká Británie (GBR) · LeanderEdgar Burgess · Sidney Swann · Leslie Wormwald · Ewart Horsfall · James Angus Gillan · Stanley Garton · Alister Kirby · Philip Fleming · Henry Wells | Velká Británie (GBR) · New College, OxfordWilliam Fison · William Parker · Thomas Gillespie · Beaufort Burdekin · Frederick Pitman · Arthur Wiggins · Charles Littlejohn · Robert Bourne · John Walker | Německo (GER) · BerlinOtto Liebing · Max Bröske · Max Vetter · Willi Bartholomae · Fritz Bartholomae · Werner Dehn · Rudolf Reichelt · Hans Matthiae · Kurt Runge |

## Přehled medailí
| Pořadí | Země                 | Zlato | Stříbro | Bronz | Celkově |
| ------ | -------------------- | ----- | ------- | ----- | ------- |
| 1      | Velká Británie (GBR) | 2     | 2       | 0     | 4       |
| 2      | Dánsko (DEN)         | 1     | 0       | 1     | 2       |
| 2      | Německo (GER)        | 1     | 0       | 1     | 2       |
| 4      | Belgie (BEL)         | 0     | 1       | 0     | 1       |
| 4      | Švédsko (SWE)        | 0     | 1       | 0     | 1       |
| 6      | Kanada (CAN)         | 0     | 0       | 1     | 1       |
| 6      | Norsko (NOR)         | 0     | 0       | 1     | 1       |
| 6      | Rusko (RUS)          | 0     | 0       | 1     | 1       |
| Celkem | Celkem               | 4     | 4       | 4     | 12      |